# Loxosomella sawayai
Loxosomella sawayai är en bägardjursart som först beskrevs av Ernst Marcus 1939.  Loxosomella sawayai ingår i släktet Loxosomella och familjen Loxosomatidae. Inga underarter finns listade i Catalogue of Life.